# Sébastien Bourdais

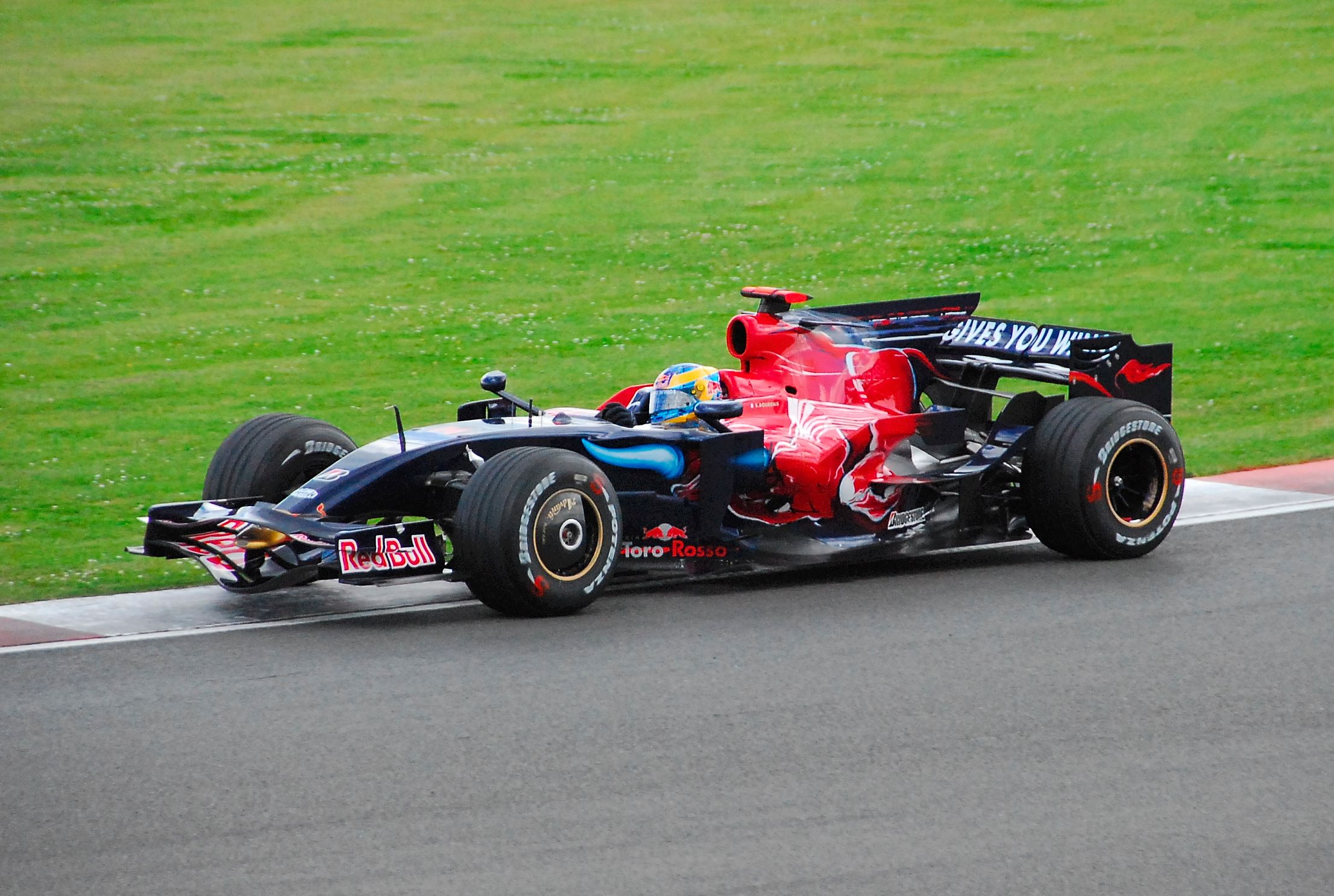
Boudrais podczas Grand Prix Wielkiej Brytanii 2008

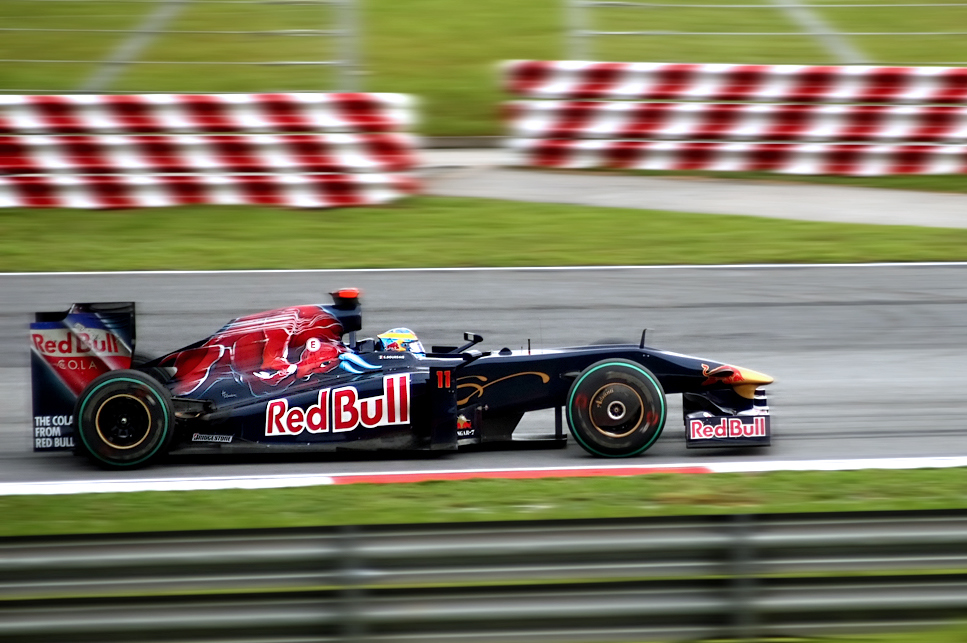
Bourdais podczas Grand Prix Malezji 2009

Sébastien Bourdais (ur. 28 lutego 1979 w Le Mans) – francuski kierowca wyścigowy, czterokrotny mistrz serii Champ Car World Series w sezonach 2004-2007.

## Kariera

### Początki kariery
Sebastien Bourdais rozpoczął swoje starty w seriach wyścigowych w wieku 14 lat w gokartach. Na początku lat 90. brał udział w szeregu mistrzostw kartingowych, wygrywając w 1991 roku mistrzostwa Maine Bretagne oraz w 1993 mistrzostwa Francji kadetów.
W 1995 ukończył na 9. miejscu mistrzostwa Formuły Campus, po czym spędził 2 lata we francuskiej Formule Renault. Swój ostatni sezon w serii ukończył na drugiej pozycji, wygrywając łącznie 4 wyścigi i zdobywając 5 pierwszych miejsc startowych. W 1998 roku przeniósł się do Formuły 3. W pierwszym sezonie wygrał 5 wyścigów, dzięki czemu swój debiutancki sezon ukończył na 6. miejscu w klasyfikacji generalnej. W następnym sezonie zdobył mistrzostwo wygrywając 8 eliminacji.
Po swoich sukcesach w niższych klasach formuł w roku 2000 dostał szansę ścigania się w F3000 – bezpośrednim przedsionku Formuły 1 – w barwach ekipy Prost Junior Team. Swój debiutancki sezon w tej klasie wyścigowej nie mógł jednak zaliczyć do udanych, gdyż zdobył raptem 1 pierwsze miejsce startowe, a najlepszym wynikiem końcowym było 2. miejsce na torze Magny-Cours we Francji. Sezon startów zakończył na 9 pozycji z 9 punktami na swoim koncie.
W sezonie 2001 Bourdais dołączył do zespołu DAMS, by ponownie spróbować swoich sił w prestiżowej F3000. Sezon ten był zdecydowanie bardziej udany dla Sébastiena. Wygrał wyścig na torze Silverstone w Wielkiej Brytanii. Zdobywając łącznie 26 punktów ukończył sezon na 4 pozycji w klasyfikacji generalnej.
Rok 2002 przyniósł zwycięstwo w klasyfikacji generalnej F3000 w barwach teamu Super Nova Racing. Bourdais wygrał 3 eliminacje mistrzostw i po dyskwalifikacji Tomasa Enge z powodu stosowania niedozwolonych środków farmakologicznych został mistrzem F3000.

### Champ Car
W roku 2003 przeniósł się do zespołu Newman/Haas Racing startującego w amerykańskiej serii Champ Car i od samego początku stał się jednym z czołowych jej kierowców. Przez 5 sezonów startów w 73 wyścigach odniósł 31 zwycięstw i zdobył 4 tytuły mistrzowskie (w sezonach 2004-2007).

### 24h Le Mans
Bourdais zadebiutował w wyścigu 24h Le Mans w 1999 roku. Prowadził Porsche 911 w klasie GT2 razem z Jean-Pierre’em Jarrier i Pierre'em De Thosy – ich samochód uległ awarii.
W roku 2000 rozpoczął współpracę z Pescarolo Sport. Wraz z tym zespołem wystartował w klasie LMP900 w samochodzie Courage C52. W przeciwieństwie do oryginalnej konstrukcji z silnikiem Judd, pojazd wystawiony przez Pascarolo wyposażony był w jednostkę napędową Peugeota. Bourdais wraz z Emmanuelem Clerico i Olivierem Grouillard zajął czwarte miejsce za trzema dominującymi Audi R8.
W 2001 Bourdais wraz z Jeanem-Christophe'em Boullionem i Laurentem Rédonem startował w nowszym modelu C60. Francuzi wywalczyli w wyścigu 13. miejsce. Rok później Rédon został zastąpiony przez Francka Lagorce'a. W tym składzie zajęli dziesiątą pozycję.
W 2003 roku nie brał udziału w wyścigu, ale powrócił w następnym roku. w składzie z Nicolasem Minassianem i Emmanuelem Collardem. Wystartował w klasie LMP1 (dawnej LMP900) w Pescarolo C60. Samochód był mocno zmodyfikowanym Couragem, w którym użyto jednak oryginalnej jednostki Judda. Z powodu awarii zespół musiał wycofać się po dwudziestu godzinach wyścigu.
W wyścigu Le Mans pojawił się ponownie w 2007 roku wraz z fabryczną ekipą Team Peugeot Total. Wraz z Pedro Lamym i Stephanem Sarrazinem (startują razem dla zespołu Peugeota w Le Mans Series) poprowadził Peugeota 908 HDi. Ostatecznie musieli uznać wyższość ekipy z samochodem Audi R10 i zadowolić się druga pozycją – najlepszą w dotychczasowym dorobku Bourdaisa.
W 2009 roku wystartował znowu w barwach Team Peugeot Total. Tym razem team zdobył „dublet”, a samochód Bourdaisa uplasował się na drugiej pozycji.

### Formuła 1
W sezonie 2008 zadebiutował w Formule 1 w barwach zespołu Scuderia Toro Rosso. Już w pierwszym wyścigu w Grand Prix Australii zdobył pierwsze punkty w karierze. Francuz w ciągu sezonu zajmował wyższe pozycje od swojego partnera zespołowego Sebastiana Vettela do czasu, kiedy zadebiutował nowy bolid STR3. Wtedy Bourdais nie mógł kompletnie przystosować się do nowego wozu, przez co nie był w stanie osiągać dobrych rezultatów. Przełom przyszedł podczas Grand Prix Europy na torze w Walencji, gdzie zadebiutował nowy tor przypominający właśnie te z Ameryki. Wyścig ukończył wtedy na 10. miejscu, co było dobrym rezultatem zważywszy na jego wcześniejsze wyniki. W kolejnych eliminacjach było już coraz lepiej i nawet czasem był lepszy od swojego partnera, jednak brakowało mu szczęścia, m.in. podczas Grand Prix Belgii, gdzie w wyniku zamieszania stracił dwie pozycje na rzecz Roberta Kubicy i wspomnianego wcześniej Niemca. Podczas Grand Prix Włoch i Japonii zawiodła go elektronika. Otrzymał karę za kontrowersyjny incydent z Felipe Massą, przez co stracił 6. miejsce. Ostatecznie sezon ukończył na 17. miejscu z dorobkiem 4 punktów.
Przyszłość Bourdaisa była przez kilka tygodni niepewna z powodu braku sponsora, który wyłożyłby odpowiednią ilość pieniędzy. Pojawiły się informacje o tym, że rozważa on powrót do Stanów Zjednoczonych, konkretnie do serii IndyCar. Jednak 5 lutego STR poinformował o zaproszeniu Bourdaisa na testy, a dzień później ogłoszono przedłużenie kontraktu z Francuzem.
16 lipca zespół Toro Rosso ogłosił zakończenie współpracy z Sébastienem Bourdaisem ze skutkiem natychmiastowym.

### Po Formule 1
Po zwolnieniu z Formuły 1, Francuz dostał się w tym samym roku do Superleague Formula, gdzie reprezentował barwy klubu Sevilla FC. Podczas startów w tej serii odniósł dwa zwycięstwa. W 2010 roku kontynuował starty w Superleague, tym razem reprezentując barwy klubu Olympique Lyon. W 2011 roku Francuz rozpoczął starty w IndyCar i serii Lé Mans.

## Starty w Formule 1

### Tablica wyników
| Legenda oznaczeń w tabelach wyników Wyświetl szablon na nowej stronie | Legenda oznaczeń w tabelach wyników Wyświetl szablon na nowej stronie                                                                     |
| Oznaczenie                                                            | Wyjaśnienie |
| --------------------------------------------------------------------- | --- |
| Złoty                                                                 | Zwycięzca lub mistrzostwo |
| Srebrny                                                               | 2. miejsce lub wicemistrzostwo |
| Brązowy                                                               | 3. miejsce lub II wicemistrzostwo |
| Zielony                                                               | Ukończył, punktował (w klasyfikacji generalnej, gdy zdobył co najmniej jeden punkt na przestrzeni sezonu, poza trzema powyższymi opcjami) |
| Niebieski                                                             | Ukończył, nie punktował (w klasyfikacji generalnej, gdy nie zdobył co najmniej jednego punktu na przestrzeni sezonu)                      |
| Czerwony                                                              | Nie zakwalifikował się (NZ) |
| Czerwony                                                              | Nie prekwalifikował się (NPK) |
| Różowy                                                                | Nie ukończył (NU) |
| Różowy                                                                | Niesklasyfikowany (NS) (w klasyfikacji generalnej, gdy nie został sklasyfikowany w żadnym wyścigu sezonu)                                 |
| Czarny                                                                | Zdyskwalifikowany (DK) |
| Czarny                                                                | Wykluczony (WYK/EX) |
| Biały                                                                 | Nie wystartował (NW) |
| Biały                                                                 | Kontuzjowany (K/INJ) |
| Biały                                                                 | Wyścig odwołany (OD/C) |
| Bez koloru                                                            | Został wycofany (WYC/WD) |
| Bez koloru                                                            | Nie przybył (NP/DNA) |
| Bez koloru                                                            | Nie brał udziału w treningach (NT/DNP) |
| Bez koloru                                                            | Nie został zgłoszony (–) |
| Pogrubienie                                                           | Start z pole position |
| Kursywa                                                               | Najszybsze okrążenie wyścigu |
| †                                                                     | Nie ukończył, ale jego rezultat został zaliczony ze względu na przejechanie więcej niż 90% dystansu wyścigu.                              |
| *                                                                     | Sezon w trakcie |
| 1/2/3                                                                 | Punktowana pozycja w sprincie kwalifikacyjnym                                                                                             |
| Lista systemów punktacji Formuły 1                                    | |

| Sezon | Zespół              | Samochód                  | Pozycje startowe / w wyścigach | Pozycje startowe / w wyścigach | Pozycje startowe / w wyścigach | Pozycje startowe / w wyścigach | Pozycje startowe / w wyścigach | Pozycje startowe / w wyścigach | Pozycje startowe / w wyścigach | Pozycje startowe / w wyścigach | Pozycje startowe / w wyścigach | Pozycje startowe / w wyścigach | Pozycje startowe / w wyścigach | Pozycje startowe / w wyścigach | Pozycje startowe / w wyścigach | Pozycje startowe / w wyścigach | Pozycje startowe / w wyścigach | Pozycje startowe / w wyścigach | Pozycje startowe / w wyścigach | Pozycje startowe / w wyścigach | Pozycje startowe / w wyścigach | Pozycje startowe / w wyścigach | Pozycje startowe / w wyścigach |
| Sezon | Zespół              | Silnik                    | 1                              | 2                              | 3                              | 4                              | 5                              | 6                              | 7                              | 8                              | 9                              | 10                             | 11                             | 12                             | 13                             | 14                             | 15                             | 16                             | 17                             | 18                             | 19                             | 20                             | 21                             |
| 2008  |                     |                           | Australia                      | Malezja                        | Bahrajn                        | Hiszpania                      | Turcja                         | Monako                         | Kanada                         | Francja                        | Wielka Brytania                | Niemcy                         | Węgry                          | Unia Europejska                | Belgia                         | Włochy                         | Singapur                       | Japonia                        |                                | Brazylia                       |                                |                                |                                |
| ----- | ------------------- | ------------------------- | ------------------------------ | ------------------------------ | ------------------------------ | ------------------------------ | ------------------------------ | ------------------------------ | ------------------------------ | ------------------------------ | ------------------------------ | ------------------------------ | ------------------------------ | ------------------------------ | ------------------------------ | ------------------------------ | ------------------------------ | ------------------------------ | ------------------------------ | ------------------------------ | ------------------------------ | ------------------------------ | ------------------------------ |
| 2008  | Scuderia Toro Rosso | Scuderia Toro Rosso STR3  |                                |                                |                                |                                |                                | 16                             | 18                             | 14                             | 13                             | 15                             | 19                             | 10                             | 9                              | 4                              | 17                             | 10                             | 8                              | 9                              |                                |                                |                                |
| 2008  | Scuderia Toro Rosso | Ferrari 056 2,4l V8       |                                |                                |                                |                                |                                | NU                             | 13                             | 17                             | 11                             | 12                             | 18                             | 10                             | 7                              | 18                             | 12                             | 10                             | 13                             | 14                             |                                |                                |                                |
| 2008  | Scuderia Toro Rosso | Scuderia Toro Rosso STR2B | 17                             | 18                             | 15                             | 16                             | 18                             |                                |                                |                                |                                |                                |                                |                                |                                |                                |                                |                                |                                |                                |                                |                                |                                |
| 2008  | Scuderia Toro Rosso | Ferrari 056 2,4l V8       | 7                              | NU                             | 15                             | NU                             | NU                             |                                |                                |                                |                                |                                |                                |                                |                                |                                |                                |                                |                                |                                |                                |                                |                                |
| 2009  |                     |                           | Australia                      | Malezja                        |                                | Bahrajn                        | Hiszpania                      | Monako                         | Turcja                         | Wielka Brytania                | Niemcy                         | Węgry                          | Unia Europejska                | Belgia                         | Włochy                         | Singapur                       | Japonia                        | Brazylia                       |                                |                                |                                |                                |                                |
| 2009  | Scuderia Toro Rosso | Scuderia Toro Rosso STR4  | 17                             | 15                             | 16                             | 20                             | 17                             | 14                             | 20                             | 17                             | 19                             | -                              | -                              | -                              | -                              | -                              | -                              | -                              | -                              |                                |                                |                                |                                |
| 2009  | Scuderia Toro Rosso | Ferrari 056 2,4l V8       | 8                              | 10                             | 11                             | 13                             | NU                             | 8                              | 18                             | NU                             | NU                             | -                              | -                              | -                              | -                              | -                              | -                              | -                              | -                              |                                |                                |                                |                                |

### Statystyki
| Legenda oznaczeń w tabelach wyników Wyświetl szablon na nowej stronie | Legenda oznaczeń w tabelach wyników Wyświetl szablon na nowej stronie                                                                     |
| Oznaczenie                                                            | Wyjaśnienie |
| --------------------------------------------------------------------- | --- |
| Złoty                                                                 | Zwycięzca lub mistrzostwo |
| Srebrny                                                               | 2. miejsce lub wicemistrzostwo |
| Brązowy                                                               | 3. miejsce lub II wicemistrzostwo |
| Zielony                                                               | Ukończył, punktował (w klasyfikacji generalnej, gdy zdobył co najmniej jeden punkt na przestrzeni sezonu, poza trzema powyższymi opcjami) |
| Niebieski                                                             | Ukończył, nie punktował (w klasyfikacji generalnej, gdy nie zdobył co najmniej jednego punktu na przestrzeni sezonu)                      |
| Czerwony                                                              | Nie zakwalifikował się (NZ) |
| Czerwony                                                              | Nie prekwalifikował się (NPK) |
| Różowy                                                                | Nie ukończył (NU) |
| Różowy                                                                | Niesklasyfikowany (NS) (w klasyfikacji generalnej, gdy nie został sklasyfikowany w żadnym wyścigu sezonu)                                 |
| Czarny                                                                | Zdyskwalifikowany (DK) |
| Czarny                                                                | Wykluczony (WYK/EX) |
| Biały                                                                 | Nie wystartował (NW) |
| Biały                                                                 | Kontuzjowany (K/INJ) |
| Biały                                                                 | Wyścig odwołany (OD/C) |
| Bez koloru                                                            | Został wycofany (WYC/WD) |
| Bez koloru                                                            | Nie przybył (NP/DNA) |
| Bez koloru                                                            | Nie brał udziału w treningach (NT/DNP) |
| Bez koloru                                                            | Nie został zgłoszony (–) |
| Pogrubienie                                                           | Start z pole position |
| Kursywa                                                               | Najszybsze okrążenie wyścigu |
| †                                                                     | Nie ukończył, ale jego rezultat został zaliczony ze względu na przejechanie więcej niż 90% dystansu wyścigu.                              |
| *                                                                     | Sezon w trakcie |
| 1/2/3                                                                 | Punktowana pozycja w sprincie kwalifikacyjnym                                                                                             |
| Lista systemów punktacji Formuły 1                                    | |

| Sezon | Zgł. | Starty | PKT | P. | P1 | P2 | P3 | Punkt. | PP | NO | NS | DK | Zespoły    |
| ----- | ---- | ------ | --- | -- | -- | -- | -- | ------ | -- | -- | -- | -- | ---------- |
| 2008  | 18   | 18     | 4   | 17 | -  | -  | -  | 2      | -  | -  | 4  | -  | Toro Rosso |
| 2009  | 9    | 9      | 2   | 19 | -  | -  | -  | 2      | -  | -  | 3  | -  | Toro Rosso |

| Sezony | Zgł. | Starty | PKT | Najwyższa pozycja (mistrzostwa) | P1 | P2 | P3 | Punkt. | PP | NO | NS | DK | Zespoły |
| ------ | ---- | ------ | --- | ------------------------------- | -- | -- | -- | ------ | -- | -- | -- | -- | ------- |
| 2      | 27   | 27     | 6   | 1x17                            | -  | -  | -  | 4      | -  | -  | 7  | -  | 1       |

### Podsumowanie startów
| Ważne wyścigi     | Ważne wyścigi                      |
| ----------------- | ---------------------------------- |
| Debiut            | Grand Prix Australii 2008 (#1)     |
| Pierwsze punkty   | Grand Prix Australii 2008 (#1)     |
| Ostatni           | Grand Prix Niemiec 2009 (#27)      |
| Najwyższe pozycje |                                    |
| Kwalifikacje      | 4 – Grand Prix Włoch 2008 (#14)    |
| Wyścig            | 7 – Grand Prix Australii 2008 (#1) |